# Налага, Наполиони
Наполиони Воновале Налага (англ. Napolioni Vonowale Nalaga; род. 7 апреля 1986 года, Сингатока, Фиджи) — фиджийский регбист, выступающий на позиции вингера. Чемпион Франции сезона 2009/10. Лучший игрок ТОП-14 сезона 2008-09. Лучший по попыткам в ТОП-14 сезонов 2007-08 (16 попыток), 2008-09 (21 попытка) и 2012-13 (13 попыток). Участник Кубка мира 2011 года.

## Биография

### Ранняя жизнь
Родился в небольшом фиджийском городке Сингатока. Пошел по стопам своего отца Кавекини Налаги, тоже регбиста (участник чемпионата мира 1987 года). На международной арене впервые появился на чемпионате мира в сборной до 19 лет, где занес 7 попыток в 3-х матчах. В 2006 году проявил себя в сборной до 21 года на чемпионате мира проходившим во Франции. Там его заметили и пригласили в «Клермон». На Родине игрок ещё успел поиграть за команду родного города и выиграть с ней пару местных трофеев. Благодаря такой впечатляющей игре тренер сборной по регби-7 Вайсале Сереви пригласил игрока на этапы Мировой серии.

### «Клермон»

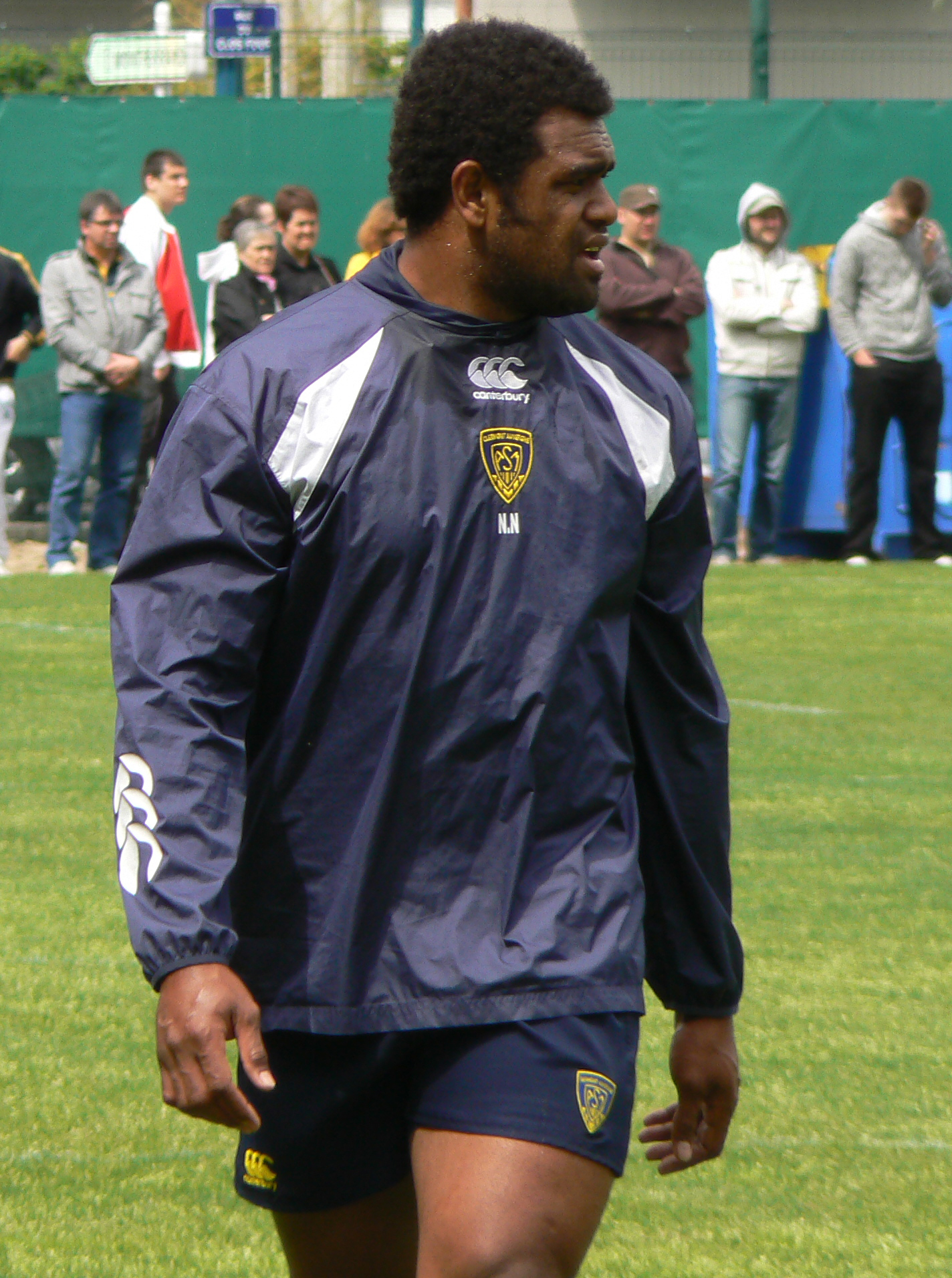
Налага в 2010 году

Дебютный сезон получился смешанным, игрок получил травму плеча и много пропустил. К сезону 2007-08 года игрок подошел в отличной форме и по его итогам стал лучшим по попыткам в лиге, сделав 16 заносов. В следующем (сезон 2008-09) Налага вновь становится лучшим по попыткам, на этот раз в его активе 21 занос. Благодаря выдающейся результативности и тому, что «Клермон» дошел до финала, где проиграл (10-6 «Перпиньяну», Налага занес попытку) Наполиони признали лучшим игроком сезона. Также он получил вызов в сборную тихоокеанских стран «Пасифик Айлендерс»: 15 ноября 2008 года в игре против Франции (17:42) был удалён с поля на 20-й минуте, получив красную карточку за опасную игру, и был дисквалифицирован на 22 дня. В ноябре 2009 года получил вызов в сборную на матч против Шотландии. В следующем сезоне 2009-10 годов результативность упала, однако «Клермон» выиграл ТОП-14, а Налага положил единственную на обе команды попытку в финале.

### Фидижийский и австралийский этап карьеры

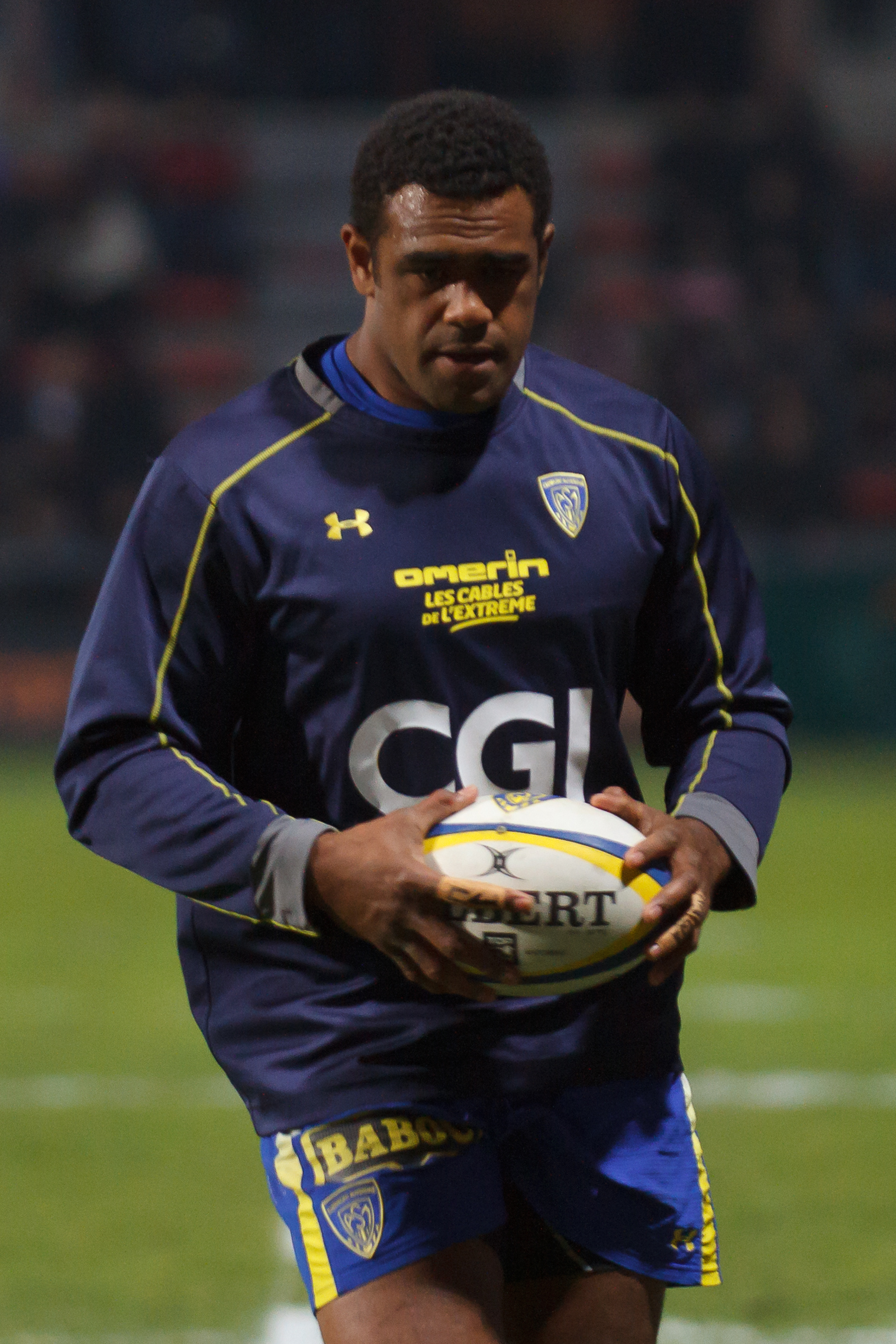
Налага в 2014 году

В конце 2010 года Налага улетел в отпуск на Фиджи и перестал выходить на связь. Как в дальнейшем удалось выяснить его отсутствие обусловлено семейными проблемами и будущей женитьбой. В итоге в марте 2011 года его контракт был расторгнут. Налага стал играть за местную команду и смог получить вызов в сборную на Кубок тихоокеанских наций 2011 года, а в дальнейшем и стать участником Кубка мира 2011 года. На турнире он занес одну попытку (как и его отец в 1987 году).
После Кубка мира 2011 года он подписал контракт на год с австралийским клубом «Уэстерн Форс», где занес 2 попытки за 11 матчей.

### Возвращение в «Клермон»

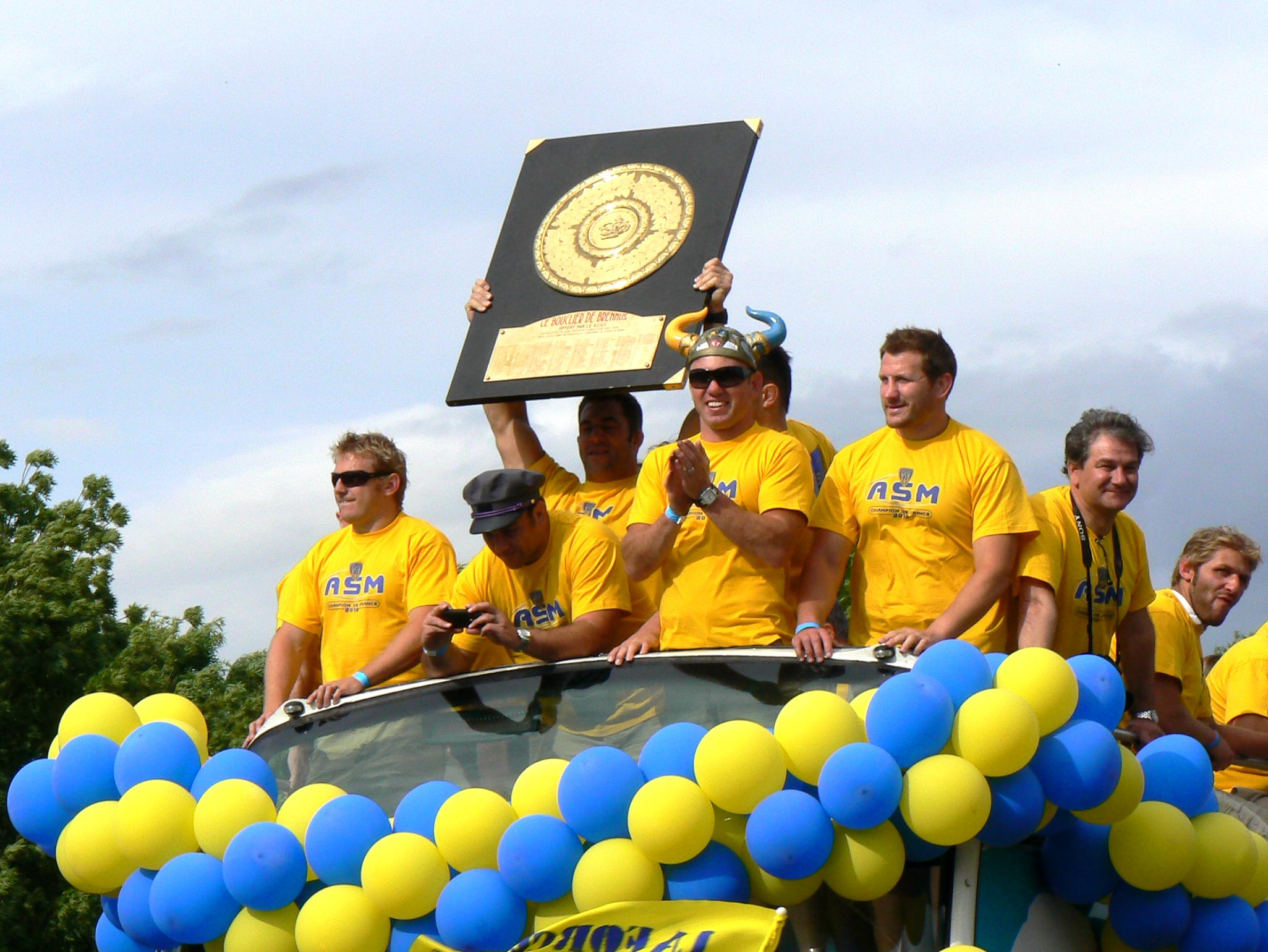
Налага в 2010 году празднует чемпионство

По завершении чемпионата Супер Регби игрок возвращается в «Клермон», с которым подписывает контракт на пять лет. В первом сезоне он сыграл 25 матчей во всех турнирах и положил 19 попыток, доведя свой счет до 80 попыток в 115 играх. В этом сезоне (2012-13) команда дошла до финала Кубка Хайнекен, где Налага занес попытку, однако команда проиграла соотечественникам из «Тулона» (16-15).
В следующем году в рамках Кубка Хайнекен Налага занес попытку на 18 секунде матча (самая быстрая попытка за все 1844 матча турнира). В ноябре 2014 занес свою 25 попытку (за 32 матча) в рамках Кубка Хайнекен и вошел в элитный клуб «Elite 25 Try».

### «Лион»

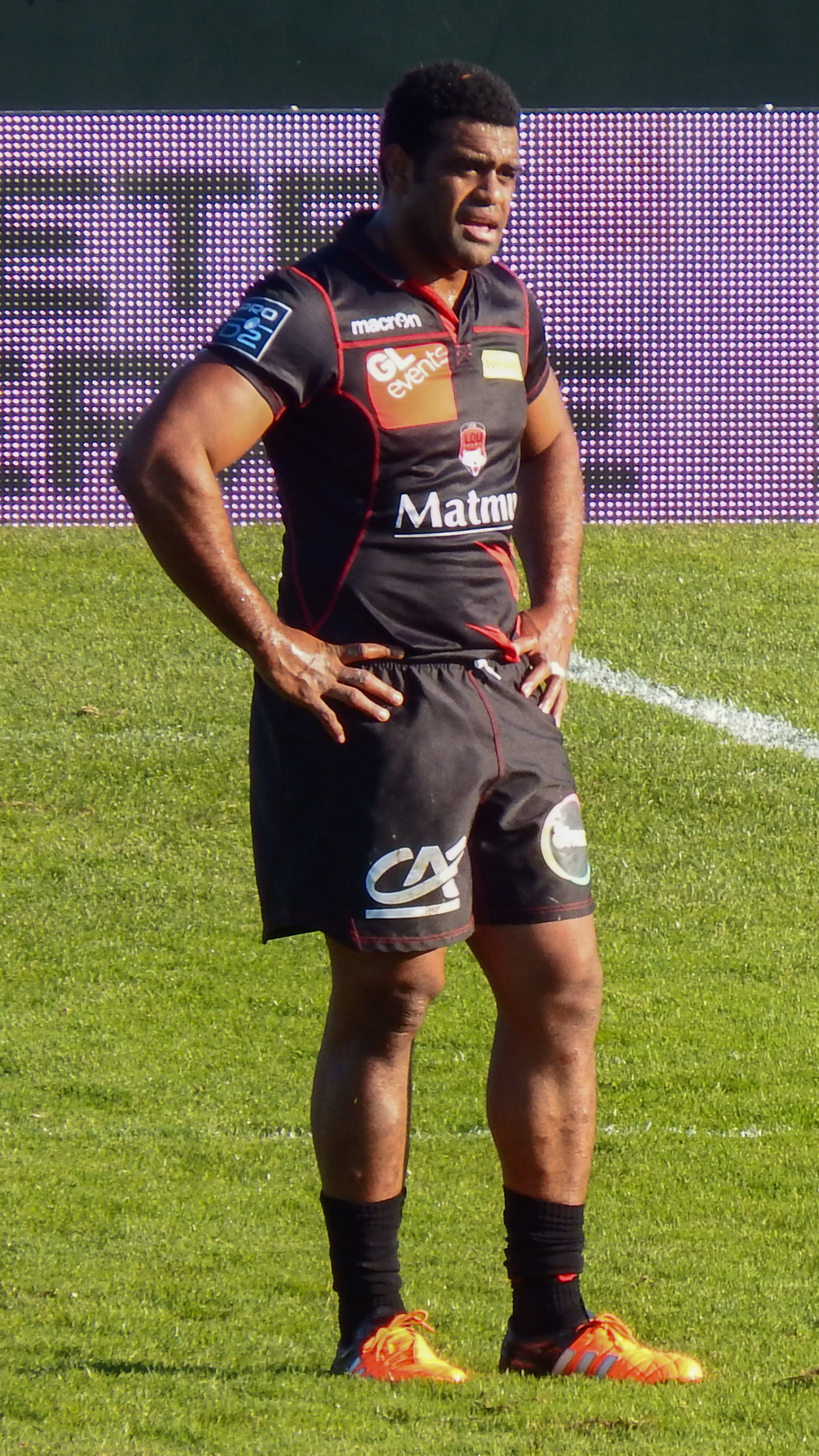
Налага в 2015 году

В конце 2014 года президент «Тулона» Мурад Буджеллалль объявил о подписании контракта с Наполиони. Однако по окончании сезона он перешел в «Лион», который тогда играл в Про Д2. С клубом Налага выиграл повышение в классе, сыграл 12 матчей и занес 13 попыток. Следующий сезон Налага помог клубу закрепиться в ПРО-14, сыграв 19 матчей и положив 7 попыток. Летом 2015 года игрок выступил на Кубке тихоокеанских наций 2015 года, однако получил травму и пропустил Кубок мира 2015 года.

### Дальнейшая карьера
2 июня 2017 подписал контракт с «Лондон Айриш».
3 августа 2019 года было объявлено о подписании игрока российским клубом «Локомотив-Пенза». В составе пензенцев стал чемпионом России по регби-7.

## Достижения
«Клермон»
- Победитель Французской лиги: 2010 (1)
- Финалист Французской лиги: 2007, 2008, 2009, 2015 (4)
- Финалист Кубка Хайнекен 2013 (1)

- Игрок года сезона ТОП-14 2008-09
- Лучший бомбардир (попытки)ТОП-14 сезона 2008, 2009, 2013

«Лион ОУ»
- Победитель Про Д2: 2015\2016 (1)